# Системно важливий банк
Системно важливий банк (англ. Systemically important bank) — термін в законодавстві багатьох країн світу, яким класифікують комерційні банки, що займають вагому частку на банківському ринку і потенційне банкрутство яких здатне викликати порушення стабільності фінансової системи країни. Термін «Системно важливі банки» можна вважати синонімом терміну «Найбільші банки».
Таку класифікацію проводять центральні банки на певний період (зазвичай на один рік). На банки які потрапляють в дану категорію поширюються підвищені вимоги (такі як достатність капіталу, формування резервів під боргові зобов'язання, тощо) які покликані зменшити ризики порушення їх фінансової стабільності. Класифікація банку системно важливим не гарантує невизнання його банкрутства але підвищує імовірність участі Держави в його порятунку.
Обслуговування в таких банках має як свої переваги так і недоліки. Серед переваг безперечно вища стабільність та, зазвичай, ширша мережа відділень і краща якість обслуговування. Недоліком може бути більша, ніж у середньому на ринку, вартість такого обслуговування (більша плата за відкриття і обслуговування рахунків, нижчі відсотки за вкладами, тощо).
З даним терміном пов'язаний також англомовний вислів «Too big to fail», що українською можна перекласти як «Занадто великий щоб впасти».
Крім банків системно важливими можуть класифікувати й інші фінансові установи такі як страхові компанії, інвестиційні фонди, тощо.

## Системно важливі банки у світі
За версією Великої двадцятки:
- США: Bank of America, Bank of New York Mellon, Citigroup, Goldman Sachs, JPMorgan Chase, Morgan Stanley, State Street, Wells Fargo
- Велика Британія: Royal Bank of Scotland, Barclays, HSBC, Standard Chartered
- Франція: BNP Paribas, Crédit Agricole, Groupe BPCE, Société Générale
- Швейцарія: Credit Suisse, UBS
- Німеччина: Deutsche Bank
- Нідерланди: ING Groep
- Швеція: Nordea
- Іспанія: Grupo Santander
- Італія: UniCredit
- Японія: Mizuho FG, Sumitomo Mitsui, Mitsubishi UFJ
- КНР: Bank of China, Industrial and Commercial Bank of China, Agricultural Bank of China, China Construction Bank

## Системно важливі банки в Україні
Починаючи з 2015 року Національний банк України проводить щорічну класифікацію системно важливих банків України. 
З 2015 в Україні були два випадки проблем з платоспроможністю системно важливих банків — з Дельта Банком у 2015-му та ПриватБанком у 2016-му. У першому випадку установу було визнано неплатоспроможною та відправлено на ліквідацію, у другому була проведена націоналізація та порятунок банку за рахунок держави (платників податків).
Системно важливими в Україні у різні роки визнавалися:
| 2015                          | 2018                   |
| ----------------------------- | ---------------------- |
| 1. ПАТ КБ «ПРИВАТБАНК»        | 1. ПАТ КБ «ПРИВАТБАНК» |
| 2. АТ «Ощадбанк»              | 2. АТ «Ощадбанк»       |
| 3. АТ «Укрексімбанк»          | 3. АТ «Укрексімбанк»   |
| 4. АТ «Дельта Банк»           |                        |
| 5. АТ «Райффайзен Банк Аваль» |                        |
| 6. ПАТ «УКРСОЦБАНК»           |                        |
| 7. ПАТ «Промінвестбанк»       |                        |
| 8. АТ «СБЕРБАНК РОСІЇ»        |                        |

У 2019 році методологію визначення системно важливих банків було переглянуто з урахуванням рекомендацій Європейської банківської організації. Відповідно до нової методології, до списку увійшли 14 банків:
1. А-Банк
2. Приватбанк;
3. Ощадбанк;
4. Укрексімбанк;
5. Укргазбанк;
6. Sense Bank;
7. Райффайзен Банк Аваль;
8. ПУМБ;
9. Укрсиббанк;
10. Таскомбанк;
11. Універсал банк;
12. Кредобанк;
13. ОТП банк;
14. Південний[5].
15. Креді Агріколь Банк